# Schneealge

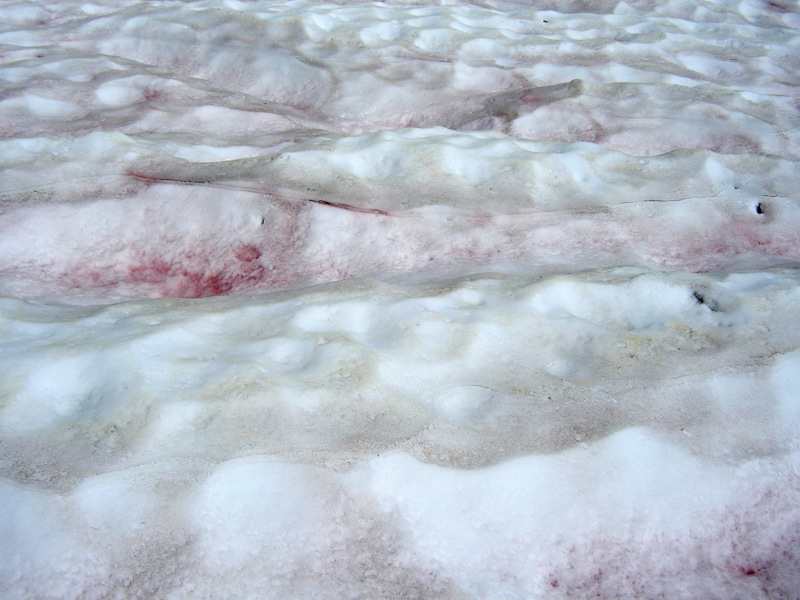
Schneealgen

Bei Schneealgen handelt es sich um photoautotrophe Süßwasser-Mikroorganismen, die ausschließlich in langsam abtauenden Schneefeldern während des Sommers leben. Sie sind sowohl von den Polargebieten als auch vielen Bergregionen wie den Alpen bekannt.
Massenvorkommen („Blüten“) dieser Zellen führen zu lebhaften Verfärbungen des Schnees, wovon der rote Blutschnee aufgrund seiner Auffälligkeit und Häufigkeit am besten bekannt ist. Der tatsächliche Farbton und die Intensität hängen sowohl von der Zellkonzentration als auch der individuellen Pigment-Zusammensetzung der vorherrschenden Art ab:
Grüner SchneeIn den Zellen dominieren die grünen Chlorophylle, die Verursacher gehören meist zu den Chlorophyceae. Zu finden meist in Altschnee an beschatteten Standorten (etwa unter Bäumen) oder in einigen Zentimetern Tiefe unter schützendem weißen Schnee.
Gelber SchneeIn den Zellen dominieren primäre Carotinoide der Photosynthese, z. B. Fucoxanthin bei in Schneebrei lebenden Goldbraunen Algen.
Roter SchneeMeist zu finden auf stark sonnenexponierten Standorten oberhalb der Baumgrenze. In den Zellen dominiert das sekundäre Carotinoid Astaxanthin (früher Haematochrom genannt) in hohen Konzentrationen. Die rote Pigmentierung mit ihren absorbierenden und antioxidativen Eigenschaften dient dem Schutz vor abiotischen Umwelteinflüssen, da die Algen durch die auf der Schneeoberfläche vorherrschenden Strahlung Schaden nehmen können. Bekanntester Vertreter von Blutschnee ist die Sammelart Chlamydomonas nivalis. Nach neueren Untersuchungen ist die häufigste, den Roten Schnee verursachende Alge nicht der Gattung Chlamydomonas zuzuordnen, sondern wird in eine eigene Gattung, Sanguina, gestellt. Von dieser Gattung verursachen zwei Arten entweder den roten Schnee (S. nivaloides) oder orangefarbenen Schnee (S. aurantia). Daneben können auch rote Haematococcus-Sporen und Chloromonas-Arten Blutschnee verursachen.
Schneealgen werden biologisch zur Kryoflora gerechnet. Neben den pflanzlichen Organismen kommen auch tierische Organismen, die Kryofauna, und bestimmte mikroskopische Pilze auf Schnee vor. Alle diese Organismen werden als Kryoseston bezeichnet und bewohnen den Lebensraum Kryal.
Die Algen erscheinen gerne im Frühjahr auf tauenden Schneeflächen und können die Schneeschmelze beschleunigen, da sie die Schneeoberfläche mehr oder weniger verdunkeln.